# Derek Branning
Derek Branning es un personaje ficticio de la serie de televisión británica EastEnders interpretado por el actor Jamie Foreman del 24 de noviembre de 2011, hasta el 26 de diciembre de 2012. Anteriormente Derek fue interpretado por el actor Terence Beesley el 26 de abril de 1996.